# Gongola
Le Gongola est une rivière nigériane d'une longueur de 531 km. Il est un affluent de la Bénoué et donc un sous-affluent du fleuve Niger.
Le cours supérieur de la rivière ainsi que la plupart de ses affluents sont des cours d'eau saisonniers qui se remplissent rapidement en août et septembre. Le Gongola prend sa source sur les pentes orientales du plateau de Jos, arrive dans le bassin Gongola et poursuit son cours en direction du nord jusqu'à Nafada. Autrefois, le Gongola continuait d'ici dans la direction nord-est vers le lac Tchad. De nos jours, il tourne vers le sud puis le sud-est jusqu'à ce qu'il rejoigne la rivière Hawal, son principal affluent
Le Gongola se dirige ensuite vers le sud jusqu'à la rivière Bénué qu'il rejoint en face de la ville de Numan.
Les eaux du cours inférieur de la rivière sont retenues par le barrage Dadin Kowa (en) près de Gombe et plus en aval par le barrage Kiri (en). Après la construction du barrage Kiri, les pics de crue en aval ont chuté de 1 420 m3/s à 1 256 m3/s, tandis que les débits durant les saisons sèches ont augmenté de 5,7 m3/s à 21 m3/s. La rivière en aval du barrage s'est également rétrécie et est devenue moins sinueuse avec moins de canaux séparés.

## Source de la traduction
- (en) Cet article est partiellement ou en totalité issu de l’article de Wikipédia en anglais intitulé « Gongola River » (voir la liste des auteurs).